# Rhipidomys itoan
Rhipidomys itoan és una espècie de mamífer rosegador de la família dels cricètids. És endèmic del Brasil.

## Descripció

### Dimensions
És un rosegador de petites dimensions, amb una llargada de cap a gropa de 119-165 mm, una llargada de la cua de 138-212 mm, una llargada del peu de 18,5-33,5 mm, una llargada de les orelles de 12-22 mm i un pes de fins a 112 g.

## Biologia

### Comportament
És una espècie arborícola.

### Alimentació
S'alimenta de llavors.

### Reproducció
Es reprodueix entre agost i setembre.

## Distribució i hàbitat
Aquesta espècie és coneguda als estats brasilers de Rio de Janeiro i São Paulo.
Viu a les selves pluvials i els boscos costaners.

## Estat de conservació
Com que fou descoberta fa poc, l'estat de conservació d'aquesta espècie encara no ha estat avaluat formalment.